# Gaia (album)
Gaia je album španjolskog folk metal banda Mägo de Oz koji je izdan 2003. godine. To je prva od rock opera iz Gaia-trilogije. 

## Popis pjesama
| Br. | Skladba                       | Trajanje |
| --- | ----------------------------- | -------- |
| 1.  | »Obertura MDXX«               | 3:55     |
| 2.  | »Gaia«                        | 11:03    |
| 3.  | »La Conquista«                | 5:07     |
| 4.  | »Alma«                        | 6:39     |
| 5.  | »La Costa del Silencio«       | 4:40     |
| 6.  | »El Árbol de la Noche Triste« | 4:48     |
| 7.  | »La Rosa de los Vientos«      | 4:16     |
| 8.  | »La Leyenda de la Llorona«    | 4:21     |
| 9.  | »Van a Rodar Cabezas«         | 6:31     |
| 10. | »El Atrapasueños«             | 4:16     |
| 11. | »Si te vas«                   | 5:58     |
| 12. | »La Venganza de Gaia«         | 11:03    |